# Северный союз
Северный союз — союз, заключённый между Русским царством, Речью Посполитой, Данией-Норвегией и Саксонией против Швеции в результате российской дипломатической миссии в Европу (Великое посольство). 

## История
Главы государств Северного союза
Первые основы Северного союза были заложены тайным Равским соглашением Петра I с польским королём и саксонским курфюрстом Августом II в 1698 году.
Приехав в Москву, Пётр в глубокой тайне приступил к переговорам с датским посланником. Переговоры завершились заключением договора между Россией и Данией согласно которому в случае нападения на одно из договаривающихся государств другое должно прийти на помощь не позднее трёх месяцев. В статьях этого договора указывалось, что под «нападателем» и «оскорбителем» имелась в виду Швеция. Пётр потребовал подписания в договоре особого пункта о том, что война будет вестись союзниками совместно до самого её окончания. Перед этим, 14 сентября 1699 года, в Дрездене, между Августом II и Фредериком IV был также заключён союзный договор, направленный против Швеции.
Одновременно, для переговоров о союзе в Москву приехали представители Августа II — генерал-майор Карлович и Паткуль. В итоге 21 ноября 1699 года был подписан Преображенский союзный договор с Августом II как саксонским курфюрстом (Речь Посполитая присоединилась к Северному союзу только в 1704 году). Договором устанавливалась «верная и постоянная дружба и соседство» и взаимные обязательства в общей войне против шведов. Договор предусматривал ликвидацию шведского господства над восточной Прибалтикой и передачу Лифляндии и Эстляндии Августу II, а Ингрии и Карелии — России. После чего Август II начал войну, поведя свои войска на захват Риги.
К этому моменту и датский король ратифицировал введенный Петром пункт союзного договора, чем и подтвердил союз. 30 апреля 1700 года договор с Данией ратифицировал и Пётр. Это был первый случай собственноручного подписания русским государем дипломатического акта, вместо древнего обычая целовать крест.
Это позволило России начать борьбу за выход к Балтийскому морю, приняв участие в Северной войне 1700—1721 годов, после подписания Константинопольского мирного договора с Турцией.
К началу Северной войны союз представлял собой трёхстороннее соглашение России, Саксонии и Дании. Союзники обязались также стараться привлечь к нему бранденбургского курфюрста (будущего прусского короля).
В самом начале боевых действий из союза вышла Дания (1700 год), затем в 1706 году польский король и саксонский курфюрст Август II заключил мирное соглашение со Швецией, выйдя из войны. После этого Россия продолжала вести боевые действия со Швецией уже без союзников. Но в 1709 году после блестящей победы русских войск под Полтавой над шведами во главе с королём Карлом XII союз был восстановлен. Во время встречи Петра I и Августа II был подписан 20 октября 1709 года Торуньский союзный договор, который должен был заменить все прежние договоры. В договоре впервые появилось новое условие: не только Ингерманландия, но и Эстляндия с городом Ревель должны были по итогам войны со шведами перейти к России.
В Торуне велись также переговоры с Данией, завершившиеся подписанием Копенгагенского союзного договора 1709 года, которым возобновлялся и подтверждался русско-датский союз.
При свидании Петра I с прусским королём Фридрихом I был заключён Мариенвердерский договор 1709 года об оборонительном союзе. Позднее, в 1714 году, Пруссия активно примкнула к Северному союзу.
На последующих этапах Северной войны к Северному союзу временно присоединились и другие государства — Мекленбург и Ганновер.
К концу войны отношения между союзниками ухудшились. Дания и Польша приступили к сепаратным переговорам со Швецией. Только Россия непрерывно несла на себе всю тяжесть войны. Распад Северного союза не помешал Петру закончить войну великолепным для России Ништадтским мирным договором 1721 года.
Государства-участники Северного Союза
| Государства | Русское государство | Дания       | Польша    | Курфюршество Саксония |
| Правитель   | Пётр I Великий      | Фредерик IV | Август II | Август II             |